# Kvašov (powiat Púchov)
Kvašov – wieś (obec) na Słowacji, w kraju trenczyńskim, w powiecie Púchov.